# Arnold Schwarzenegger
Arnold Alois Schwarzenegger (Thal, Ausztria, 1947. július 30. –) Primetime Emmy- és Golden Globe-díjas osztrák származású amerikai színész, testépítő, üzletember és politikus; az USA Kalifornia államának 38. kormányzója volt. Fiatalkorában testépítő eredményeivel ért el komoly sikereket, majd hollywoodi akciófilmjeivel vált világhírűvé.
Beceneve: „az osztrák tölgy”. Legismertebb filmes szerepe a Terminátor – A halálosztó és annak folytatásai.

## Fiatalkora
Schwarzenegger egy Graz közeli kis stájer faluban, Thalban született. Édesapja Gustav Schwarzenegger rendőrfőnök (1907. augusztus 17. – 1972. december 13.), édesanyja pedig Aurelia Jadrny (1922. július 29. – 1998. augusztus 2.). A család, jó katolikusként, minden vasárnap templomba járt. Viszonylag nehéz körülmények között éltek.
Fiatalként Schwarzenegger – apja hatására – több sportot kipróbált, először 1960-ban fogott kezébe súlyzókat, amikor futballedzője csapattársaival együtt a helyi edzőterembe küldte. Arnold 14 évesen a futball helyett testépítéssel kezdett foglalkozni; egy grazi edzőtermet látogatott. Az itteni mozikban látott először olyan neves sportolókat, mint Reg Park, Steve Reeves és Johnny Weissmuller.
Előbb letöltötte egyéves kötelező sorkatonai szolgálatát az osztrák hadseregben, majd 1965 és 1980 között hétszer elnyerte a Mr. Olympia, és ötször a Mr. Universe címet. (Csak két embernek sikerült többször (nyolcszor) felállnia a Mr. Olympia dobogója legfelső szintjére: Lee Haneynek és Ronnie Colemannak.)
1971-ben, autóbalesetben elvesztette Meinhard nevű bátyját.
Hazájában színészként és sportemberként nagy népszerűségnek örvendett, a grazi sportcsarnok is az ő nevét vette fel. Kaliforniai kormányzóként, Bush politikájának támogatójaként, és főképp a kivégzések kaliforniai engedélyezése miatt ausztriai népszerűsége csökkent.

## Színészként
1968-ban kivándorolt Amerikába. Első filmszerepét az 1969-es Hercules New Yorkban című filmben alakította, partnere Arnold Stang, a híres amerikai komikus volt. Amerikában kiejthetetlen neve és butának tűnő akcentusa még évekig akadályozta a továbblépésben. 1982-ben hozta meg számára a világhírt az első rászabott szerep, a „Conan, a barbár”. Akciófilmjei révén sztárrá vált, később könnyedebb, humorosabb szerepei is népszerűvé tették. Felesége Maria Shriver, John F. Kennedy egykori amerikai elnök unokahúga, négy gyermekük van.
2011 májusában nyilvánosságra került, hogy Schwarzeneggernek van egy 10 éves, házasságon kívül született gyereke, Joseph Baena az egyik korábbi házvezetőnőjüktől. Valószínűleg ez áll a hátterében annak, hogy a házaspár röviddel azután különvált.
Gyerekei részben kibékültek vele, de az asszony beadta a válókeresetet.

## Politikusként
A Republikánus Párt képviselőjeként 2003 óta Kalifornia állam kormányzója. 2007 óta egyre erőteljesebben sürgeti a globális felmelegedés elleni küzdelmet.
Miután 28 milliárdos hiányt halmozott fel, 2011-ben lemondott hivataláról.
A pénzügyi bajok mellett a drasztikus vízhiány, az elektromos hálózat összeomlása miatti áramszünetek, valamint korrupciós ügyek és börtönlázadások is megkeserítették a kaliforniaiak életét a kormányzása alatt. „Hibáztam, hogy be akartam tartani a választási ígéreteimet, ahelyett, hogy szembeszálltam volna a választóimmal, és megszorításokat vezettem volna be” – fogalmazott a politikus, aki ma már sajnálja, hogy az első hónapokban 15 milliárd dolláros hitelt szavaztatott meg, az akkori költségvetési lyukak betömködésére. Schwarzenegger hét év alatt megtriplázta Kalifornia adósságállományát, 2011 decemberében pénzügyi szükséghelyzetet hirdetett, és azt javasolta, hogy fogadjanak el egy 9,9 milliárd dolláros megszorító csomagot az elkövetkező két évre, de ennek megvalósítása már utódjára hárult.

## Válogatott filmográfia
- Herkules New Yorkban (1970)
- A hosszú búcsú (1973)
- Maradj éhen! (1976)
- Acélizom (1977)
- Kaktusz Jack (1979)
- The Jayne Mansfield Story (1980)
- Conan, a barbár (1982)
- Conan, a pusztító (1984)
- Terminátor – A halálosztó (1984)
- Kommandó (1985)
- Vörös Szonja (1985)
- Piszkos alku (1986)
- A menekülő ember (1987)
- Ragadozó (1987)
- Vörös zsaru (1988)
- Ikrek (1988)
- Total Recall – Az emlékmás (1990)
- Ovizsaru (1990)
- Terminátor 2. – Az ítélet napja (1991)
- Az utolsó akcióhős (1993)
- True Lies – Két tűz között (1994)
- Junior (1994)
- Végképp eltörölni (1996)
- Hull a pelyhes (1996)
- Batman és Robin (1997)
- Ítéletnap (1999)
- A hatodik napon (2000)
- Az igazság nevében (2002)
- Terminátor 3. – A gépek lázadása (2003)
- 80 nap alatt a Föld körül (2004)
- The Expendables – A feláldozhatók (2010)
- The Expendables – A feláldozhatók 2. (2012)
- Erőnek erejével (2013)
- Szupercella (2013)
- Szabotázs (2014)
- The Expendables – A feláldozhatók 3. (2014)
- Terminátor: Genisys (2015)
- Maggie – Az átalakulás (2015)
- Utóhatás (2017)
- Nyírjuk ki Gunthert (2017)
- A sárkánypecsét rejtélye (2019)
- Terminátor: Sötét végzet (2019)
- Stan Lee szuperhősképzője (TV, 2021)

## Díjai és jelölései

### Filmes díjai és jelölései
- 2005 – Arany Málna díj jelölés – a legrosszabb férfi epizódszereplő – 80 nap alatt a Föld körül
- 2001 – Arany Málna díj jelölés – a legrosszabb színész – A hatodik napon
- 2001 – Arany Málna díj jelölés – a legrosszabb férfi epizódszereplő – A hatodik napon
- 2001 – Arany Málna díj jelölés – a legrosszabb páros – A hatodik napon
- 2000 – Arany Málna díj jelölés – a legrosszabb színész – Ítéletnap
- 1998 – Arany Málna díj jelölés – a legrosszabb férfi epizódszereplő – Batman és Robin
- 1995 – Golden Globe díj jelölés – a legjobb vígjáték vagy musical színész – Junior
- 1994 – Arany Málna díj jelölés – a legrosszabb színész – Az utolsó akcióhős
- 1983 – Arany Málna díj jelölés – a legrosszabb színész – Conan, a barbár
- 1977 – Golden Globe-díj – a legjobb színészi debütálás – Maradj éhen!

### Testépítői elismerései
- 1980 – IFBB Mr. Olympia (Ausztrália): 1. helyezés
- 1975 – IFBB Mr. Olympia (Dél-Afrika): 1. helyezés
- 1974 – IFBB Mr. Olympia (USA): 1. helyezés
- 1973 – IFBB Mr. Olympia (USA): 1. helyezés
- 1972 – IFBB Mr. Olympia (Németország): 1. helyezés
- 1971 – IFBB Mr. Olympia (Franciaország): 1. helyezés
- 1970 – IFBB Mr. Olympia (USA): 1. helyezés
- 1970 – Mr. World (USA): 1. helyezés
- 1970 – NABBA Mr. Universe – Profi (Anglia): 1. helyezés
- 1969 – IFBB Mr. Olympia (USA): 2. helyezés
- 1969 – NABBA Mr. Universe – Profi (Anglia): 1. helyezés[14]
- 1969 – IFBB Mr. Universe – Amatőr (USA): 1. helyezés
- 1968 – IFBB Mr. International (Mexikó): 1. helyezés
- 1968 – Német Erőemelő Bajnokság (Németország): 1. helyezés
- 1968 – NABBA Mr. Universe – Profi (Anglia): 1. helyezés
- 1967 – NABBA Mr. Universe – Amatőr (Anglia): 1. helyezés
- 1966 – Nemzetközi Erőemelő Bajnokság (Németország): 1. helyezés
- 1966 – Mr. Európa (Németország): 1. helyezés
- 1966 – Európa Legjobb Testépítője (Németország): 1. helyezés
- 1965 – Mr. Európa – Junior (Németország): 1. helyezés

## Magyarul megjelent művei
- Arnold Schwarzenegger–Douglas Kent Hall: Utam a csúcsra. A testépítés nagykövete; ford. Kósa Edit; Hírnök Marketing Szolgáltató Tanácsadó Kisszövetkezet, Bp., 1988
- Arnold Schwarzenegger–Douglas Kent Hall: Arnold tanácsai hölgyeknek; ford. Kapronczi Orsolya; Lap-ics, Debrecen, 1994 (Fireside)
- Kérdezzétek meg Arnoldtól! Útmutató az egészséges testedzéshez és táplálkozáshoz születéstől ötéves korig; közrem. Charles Gaines, ford. Nemes László; Ciceró, Bp., 1996
- A testépítés nagy enciklopédiája; közrem. Bill Dobbins, ford. Cserna György; Alexandra, Pécs, 2000
- Emlékmás. Életem hihetetlenül igaz története; közrem. Peter Petre, ford. Kelemen László; Libri, Bp., 2012
- Az önerő mítoszáról – 2017-es avatási beszéd a Houston-i Egyetemen; ford. Bán Dénes; Online,[15] 2023
- Tedd magad hasznossá: az élet hét szabálya; ford. Babits Péter, Libri, Budapest, 2023

## Képgaléria

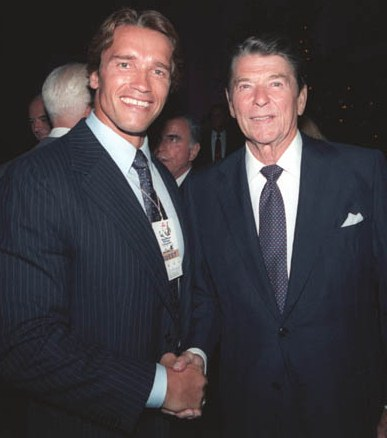
Ronald Reagannel 1984-ben
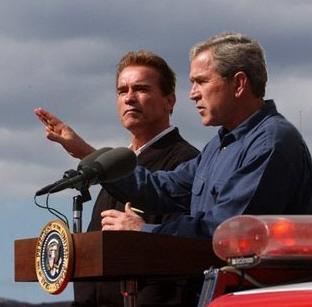
George W. Bushsal
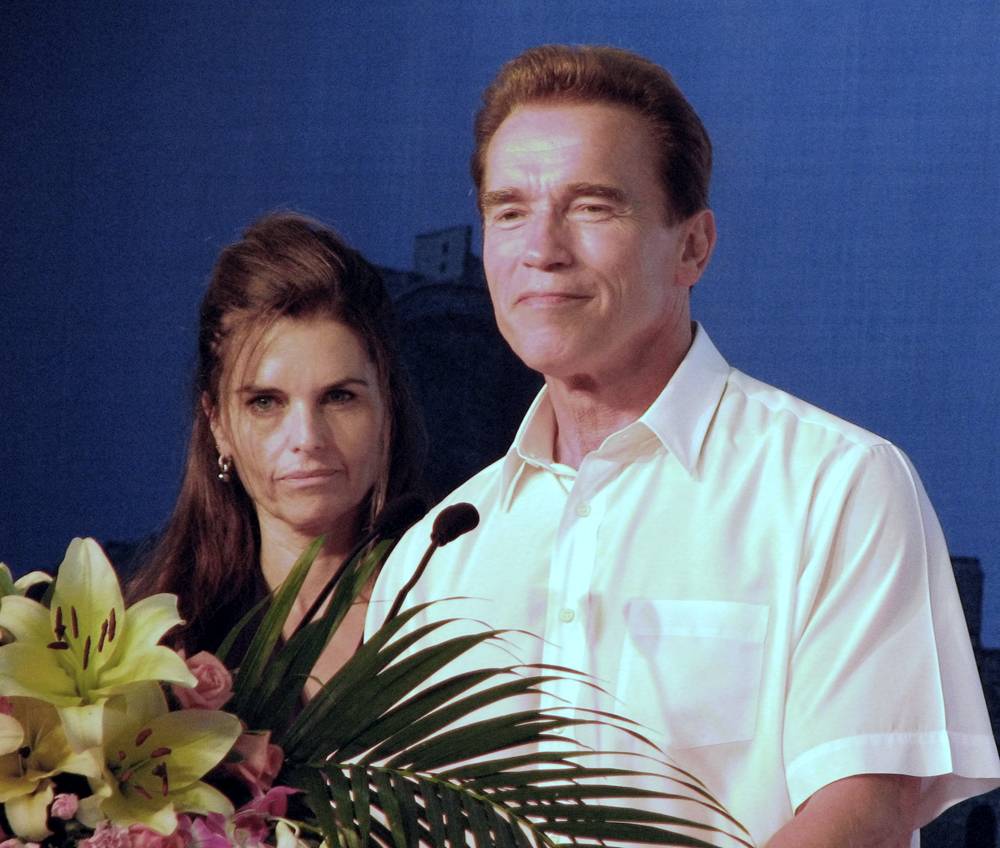
Schwarzenegger és Maria Shriver 2007-ben (Sanghaj, Kína)
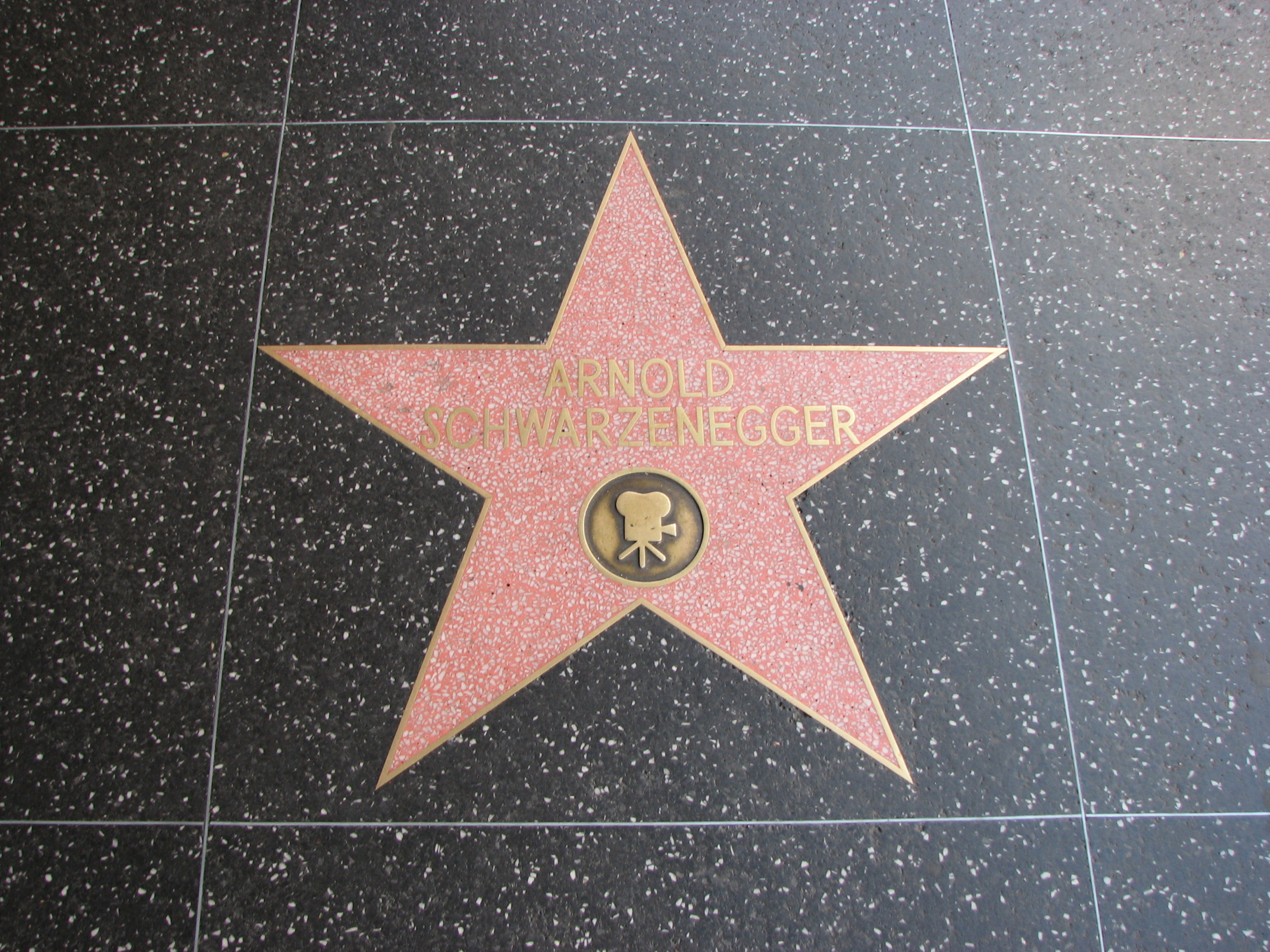
Csillaga a hollywoodi hírességek sétányán